# Bandy-Weltmeisterschaft 1987
Die 15. Bandy-Weltmeisterschaft wurde vom 31. Januar bis 8. Februar 1987 in Schweden ausgetragen. Schweden gelang der dritte Triumph bei einer Weltmeisterschaft. Im Finale besiegte der Gastgeber Finnland mit 7:2. Titelverteidiger Sowjetunion gewann nur Bronze und erreichte damit die bislang schlechteste Platzierung bei einer Weltmeisterschaft.
Die fünf Mannschaften spielten in der Hauptrunde jeweils einmal gegeneinander. Die Hauptrundenerste und -zweite qualifizierte sich für das Finale. Der Dritte und Vierte trafen im Spiel um Platz drei noch einmal aufeinander.

## Austragungsorte
Es wurde in mehreren Städten gespielt: Vänersborg, Göteborg, Lidköping, Skövde, Kungälv, Trollhättan, Örebro, Motala, Köping und Katrineholm waren die Austragungsorte der Weltmeisterschaft. In Stockholm wurden die beiden Platzierungsspiele ausgetragen.

## Teilnehmer
Am Turnier nahmen folgende fünf Mannschaften teil:
| 4 aus Europa      | Sowjetunion (Titelverteidiger) | Finnland | Norwegen | Schweden (Gastgeber) |  |
| 1 aus Nordamerika | USA                            |          |          |                      |  |

## Spielrunde

### Hauptrunde
| 31. Januar 1987 | USA         | 0:12 | Schweden    | Vänersborg  |
| 31. Januar 1987 | Finnland    | 7:2  | Norwegen    | Göteborg    |
| 1. Februar 1987 | Schweden    | 8:2  | Finnland    | Lidköping   |
| 1. Februar 1987 | Sowjetunion | 21:1 | USA         | Skövde      |
| 3. Februar 1987 | Finnland    | 4:2  | Sowjetunion | Kungälv     |
| 3. Februar 1987 | Norwegen    | 1:8  | Schweden    | Trollhättan |
| 5. Februar 1987 | Norwegen    | 4:1  | USA         | Örebro      |
| 5. Februar 1987 | Schweden    | 3:2  | Sowjetunion | Motala      |
| 6. Februar 1987 | Sowjetunion | 8:4  | Norwegen    | Köping      |
| 6. Februar 1987 | USA         | 0:10 | Finnland    | Katrineholm |

### Abschlusstabelle der Hauptrunde
| Pl. |             | Sp | S | U | N | Tore  | Diff | Punkte |
| 1.  | Schweden    | 4  | 4 | 0 | 0 | 31:5  | +26  | 8      |
| 2.  | Finnland    | 4  | 3 | 0 | 1 | 23:12 | +11  | 6      |
| 3.  | Sowjetunion | 4  | 2 | 0 | 2 | 33:12 | +21  | 4      |
| 4.  | Norwegen    | 4  | 1 | 0 | 3 | 11:24 | −13  | 2      |
| 5.  | USA         | 4  | 0 | 0 | 4 | 2:47  | −45  | 0      |

### Platzierungsspiele

#### Spiel um Platz 3
| 8. Februar 1987 | Sowjetunion | 11:3 | Norwegen | Stockholm |

#### Finale
| 8. Februar 1987 | Schweden | 7:2 | Finnland | Stockholm, 7 213 Zuschauer |

## Abschlussplatzierungen
| Platz                                                                             | Land                                                          | Athleten |                                                          |
| --------------------------------------------------------------------------------- | ------------------------------------------------------------- | --- | -------------------------------------------------------- |
| 1                                                                                 | SWE                                                           | \| Anders Bridholm Per-Olof Pettersson Mikael Arvidsson Kent Edlund Örjan Gunnarsson \| Kenth Hultqvist Hans Johansson Ola Johansson Patrik Johansson \| Stefan Jonsson Stefan Karlsson Christer Kjellqvist Per Lennartsson \| Joe Lönngern Peter Olsson Bengt Ramström Björn Tommernäs \| |                                                          |
| 2 0                                                                               | FIN                                                           | |                                                          |
| 3 0                                                                               | URS                                                           | |                                                          |
| 4 0                                                                               | NOR                                                           | |                                                          |
| 5 0                                                                               | USA                                                           | |                                                          |
| Anders Bridholm Per-Olof Pettersson Mikael Arvidsson Kent Edlund Örjan Gunnarsson | Kenth Hultqvist Hans Johansson Ola Johansson Patrik Johansson | Stefan Jonsson Stefan Karlsson Christer Kjellqvist Per Lennartsson | Joe Lönngern Peter Olsson Bengt Ramström Björn Tommernäs |